# Valvestino
Valvestino là một đô thị thuộc tỉnh Brescia vùng Lombardia (Italia).
Đô thị này có các làng sau: 
1. Armo 848 m[1]
2. Bollone 804 m
3. Moerna 992 m
4. Persone 900 m
5. Turano 680 m.

Đô thị này giáp với các đô thị sau: Bondone, Capovalle, Gargnano, Idro, Magasa, Tignale.